# 紫霞湖

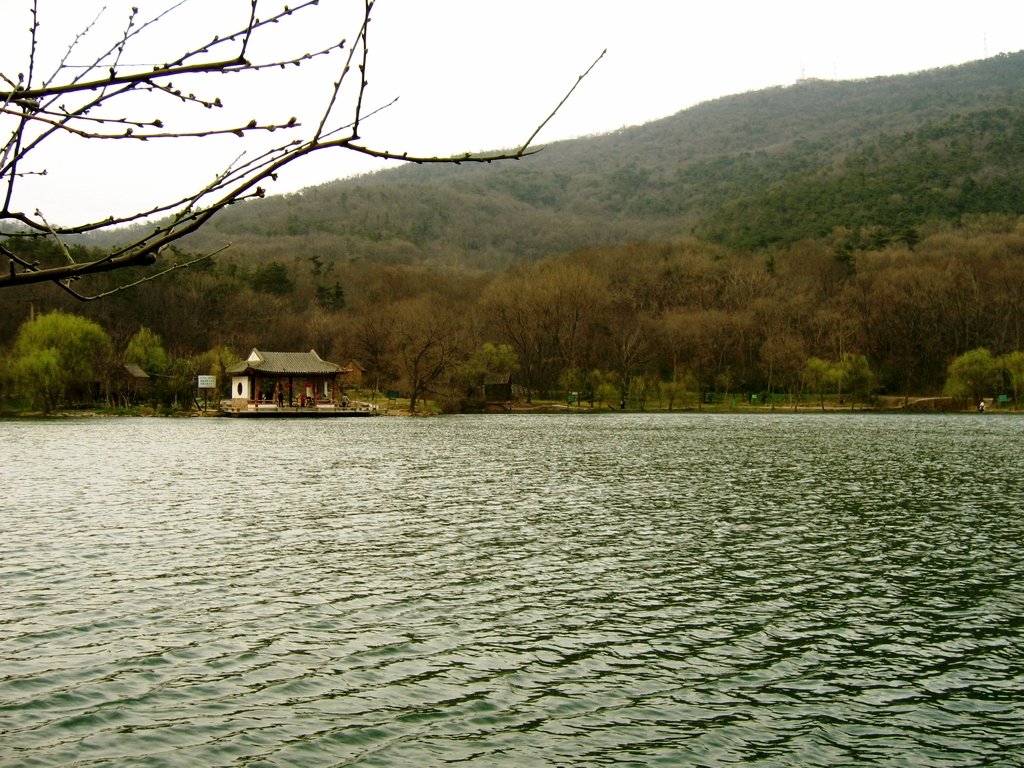
紫霞湖

紫霞湖是中国江苏省南京市东郊紫金山南麓的人工湖泊，建于1930年代，湖面面积约50000平方米，位于明孝陵与中山陵之间。

## 命名
紫霞湖因附近的紫霞洞而得名。紫霞洞为道书中的“第三十一洞天”，因隐居洞中的道士周巅被明太祖朱元璋封为“紫霞真人”而得名。

## 附近建筑
- 湖北岸的正气亭，是蒋介石当初选定的墓址位置的标记。
- 南京东郊国宾馆